# Odontomyia garatas
Odontomyia garatas är en tvåvingeart som beskrevs av Walker 1849. Odontomyia garatas ingår i släktet Odontomyia och familjen vapenflugor. Inga underarter finns listade i Catalogue of Life.